# Перелік пам'яток історії Ратнівського району
У Ратнівському районі Волинської області станом на 2008 р. нараховується 36 пам'яток історії.
| № п/п          | Охорон ний номер               | Місцезнаходження пам'ятника, його адреса | Найменування пам'ятника                                                    | Датування | Автор                                  | Дата спорудження         | Дата і № рішення облвиконкому (адміністрації), постанови Кабінету Міністрів України про взяття пам'ятника під охорону | На чиєму утриманні знаходиться   |
| -------------- | ------------------------------ | ---------------------------------------- | -------------------------------------------------------------------------- | --------- | -------------------------------------- | ------------------------ | --- | -------------------------------- |
| 1.             | 235                            | смт. Ратне, вул. Заболоттівська          | Група братських могил радянських воїнів                                    | 1944      | Львівська кераміко-скульптурна фабрика | 1955                     | 360-р від 04.08.69р.                                                                                                  | Виконкому Ратнівської сел./р     |
| 2.             | 507                            | смт. Ратне, вул. Каштанова               | Пам'ятник землякам                                                         | 1941-1945 | Львівська кераміко-скульптурна фабрика | 1970                     | 457-р від 16.10.78р.                                                                                                  | Виконкому Ратнівської сел./р     |
| 3.             | 402                            | с. Велимче                               | Пам'ятник землякам                                                         | 1941-1945 | Чайка Я. І.                            | 1965                     | 477-р від 28.11.75р.                                                                                                  | Виконкому Велимченської с/р      |
| 4.             | 919                            | с. Велимче                               | Могила радянських воїнів Курілова і Хохлачова                              | 1944      |                                        | 1991                     | 265-р від 24.12.91р.                                                                                                  | Виконкому Велимченської с/р      |
| 5.             | 920                            | с. Велимче, хут. Дошно                   | Могила радянського воїна Рязанського                                       | 1944      |                                        | 1991                     | 265-р від 24.12.91р.                                                                                                  | Виконкому Велимченської с/р      |
| 6.             | 665                            | с. Видраниця                             | Пам'ятник землякам                                                         | 1941-1945 | Федоров С. К.                          | 1982                     | 142-р від 29.04.84р.                                                                                                  | Виконкому Видраницької с/р       |
| 7.             | 841                            | с. Видраниця                             | Могила братська невідомих воїнів                                           | 1944      |                                        | 1989                     | 88-р від 09.04.90р.                                                                                                   | Виконкому Видраницької с/р       |
| 8.             | 839                            | с. Височне                               | Пам'ятник на місці подвигу В. П. Газіна                                    | 1944      |                                        | 1987                     | 88-р від |                                  |
| 09.04.90 р.    | Виконкому Височненської с/р    |                                          |                                                                            |           |                                        |                          | |                                  |
| 9.             | 606                            | с. Гута                                  | Пам'ятник землякам                                                         | 1941-1945 | Московська експериментальна база       | 1981                     | 142-р від 29.04.84р.                                                                                                  | Виконкому Гутянської с/р         |
| 10.            | 666                            | с. Датинь                                | Пам'ятник землякам                                                         | 1941-1945 | Федоров С. К.                          | 1982                     | 142-р від 29.04.84р.                                                                                                  | Виконкому Датинської с/р         |
| 11.            | 505                            | с. Жиричі                                | Могила братська радянських воїнів                                          | 1944      | Львівська кераміко-скульптурна фабрика | 1955                     | 457-р від 16.10.78р.                                                                                                  | Виконкому Жиричівської с/р       |
| 12.            | 925                            | с. Жиричі                                | Могила невідомого радянського воїна                                        | 1944      |                                        | 1991                     | 265-р від 24.12.91р.                                                                                                  | Виконкому Жиричівської с/р       |
| 13.            | 401                            | смт. Заболоття                           | Могила братська радянських воїнів                                          | 1941      | Львівська кераміко-скульптурна фабрика | 1950                     | 477-р від 28.11.75р.                                                                                                  | Виконкому Заболоттівської сел./р |
| 14.            | 403                            | смт. Заболоття                           | Пам'ятник землякам                                                         | 1941-1945 | Гром Л. Б.                             | 1968                     | 477-р від 28.11.75р.                                                                                                  | Виконкому Заболоттівської сел./р |
| 15.            | 506                            | смт. Заболоття                           | Могила братська мирних жителів                                             | 1941      | Місцеві майстри                        | 1956                     | 457-р від 16.10.78р.                                                                                                  | Виконкому Заболоттівської сел./р |
| 16.            | 922                            | смт. Заболоття                           | Могила мирних жителів                                                      | 1943      |                                        | 1991                     | 265-р від 24.12.91р.                                                                                                  | Виконкому Заболоттівської сел./р |
| 17.            | 923                            | смт. Заболоття                           | Могила молоді с. Заліси                                                    | 1943      |                                        | 1991                     | 265-р від 24.12.91р.                                                                                                  | Виконкому Заболоттівської сел./р |
| 18.            | 667                            | с. Заброди                               | Пам'ятник землякам                                                         | 1941-1945 | Федоров С. К.                          | 1982                     | 142-р від 29.04.84р.                                                                                                  | Виконкому Забродівської с/р      |
| 19.            | 404                            | с. Замшани                               | Пам'ятник землякам                                                         | 1941-1945 | Львівська кераміко-скульптурна фабрика | 1967                     | 477-р від 28.11.75р.                                                                                                  | Виконкому Замшанівської с/р      |
| 20.            | 837                            | с. Замшани,                              |                                                                            |           |                                        |                          | |                                  |
| на кладовищі   | Могила братська мирних жителів |                                          |                                                                            | 1989      | 88-р від 09.04.90р.                    | Виконкому Замшанскої с\р | |                                  |
| 21.            | 130                            | с. Здомишель                             | Пам'ятник землякам                                                         | 1941-1945 | Федоров С. К.                          | 1982                     | 142-р від 29.04.84р.                                                                                                  | Виконкому Здомишельської с/р     |
| 22.            | 236                            | с. Кортеліси                             | Меморіальний комплекс жертвам фашизму                                      | 1942      | Олійник О. П.,                         |                          | |                                  |
| Олійник М. О., |                                |                                          |                                                                            |           |                                        |                          | |                                  |
| Корнєєв А. Д.  | 1980                           | постанова КМУ № 1761від 27.12.01р.       | Виконкому Кортеліської с/р                                                 |           |                                        |                          | |                                  |
| 23.            | 840                            | с. Кортеліси                             | Могила Карпука Я. С., члена КПЗУ, комісара партизанського загону ім. Щорса | 1943      |                                        | 1989                     | 88-р від 09.04.90р.                                                                                                   | Виконкому Кортеліської с/р       |
| 24.            | 608                            | с. Краска, на кладовищі                  | Могила братська радянських воїнів                                          | 1944      |                                        | 1986                     | 103-р від 25.04.88р.                                                                                                  | Виконкому Здомишельської с/р     |
| 25.            | 400                            | с. Межисить, хут. Бродятино              | Могила невідомого радянського воїна                                        | 1944      |                                        |                          | 415-р від 22.06.99р.                                                                                                  | Виконкому Щедрогірської с/р      |
| 26.            | 377                            | с. Млинове                               | Могила розстріляних євреїв                                                 | 1942      |                                        |                          | 415-р від 22.06.99р.                                                                                                  | Виконкому Кортеліської с/р       |
| 27.            | 399                            | с. Млинове                               | Могила невідомого радянського воїна                                        | 1942      | Кооператив «Будівельник»               |                          | 415-р від 22.06.99р.                                                                                                  | Виконкому Кортеліської с/р       |
| 28.            | 652                            | с. Поступель                             | Пам'ятник землякам                                                         | 1941-1945 | Федоров С. К.                          | 1982                     | 142-р від 29.04.84р.                                                                                                  | Виконкому Поступельської с/р     |
| 29.            | 836                            | с. Поступель                             | Пам'ятник на місці загибелі Голубенка, працівника РК ЛКСМУ                 |           |                                        | 1989                     | 88-р від 09.04.90р.                                                                                                   | Виконкому Поступельскої с\р      |
| 30.            | 124                            | с. Прохід                                | Могила розстріляних євреїв                                                 | 1942-1943 | Кооператив «Пам'ять»                   | 1991                     | 265-р від 24.12.91р.                                                                                                  | Виконкому Ратнівської сел./р     |
| 31.            | 653                            | с. Річиця                                | Могила братська радянських воїнів                                          | 1944      | Місцеві майстри                        | 1956                     | 142-р від 29.04.84р.                                                                                                  | Виконкому Ричицької с/р          |
| 32.            | 921                            | с. Самари, хут. Бірки                    | Могила невідомого радянського воїна, офіцера                               | 1944      | Кооператив «Будівельник»               | 1991                     | 265-р від 24.12.91р.                                                                                                  | Виконкому Самарівської с/р       |
| 33.            | 664                            | с. Тур                                   | Могила братська мирних жителів                                             | 1943      |                                        | 1980                     | 142-р від 29.04.84р.                                                                                                  | Виконкому Турської с/р           |
| 34.            | 144                            | с. Тур                                   | Пам'ятник землякам                                                         | 1941-1945 | Федоров С. К.                          | 1982                     | 142-р від 29.04.84р.                                                                                                  | Виконкому Турської с/р           |
| 35.            | 838                            | с. Щедрогір                              | Пам'ятник землякам                                                         | 1941-1945 |                                        | 1987                     | 88-р від 09.04.90р.                                                                                                   | Виконкому Щедрогірської с/р      |
| 36.            | 805                            | с. Язавні                                | Пам'ятник на місці подвигу Газіна В. П.                                    | 1944      |                                        | 1985                     | 103-р від 25.04.88р.                                                                                                  | Виконкому Самарівської с/р       |
|                |                                |                                          |                                                                            |           |                                        |                          | |                                  |

## Джерело
- Пам'ятки Волинської області